# Инголдинген
Инголдинген (њем. Ingoldingen) општина је у њемачкој савезној држави Баден-Виртемберг. Једно је од 45 општинских средишта округа Биберах. Према процјени из 2010. у општини је живјело 2.658 становника. Посједује регионалну шифру (AGS) 8426062.

## Географски и демографски подаци
Инголдинген се налази у савезној држави Баден-Виртемберг у округу Биберах. Општина се налази на надморској висини од 551 метра. Површина општине износи 44,2 km². У самом мјесту је, према процјени из 2010. године, живјело 2.658 становника. Просјечна густина становништва износи 60 становника/km².

## Међународна сарадња
| Мјесто | Држава    | Врста сарадње | Од    |
| ------ | --------- | ------------- | ----- |
|        | Румунија  | пријатељство  | 2004. |
|        | Француска | партнерство   | 2004. |
| Извор  |           |               |       |